# 王虎寨镇
王虎寨镇，是中华人民共和国河北省邢台市巨鹿县下辖的一个乡镇级行政单位。

## 行政区划
王虎寨镇下辖以下地区：
前塔寺口社区、后塔寺口社区、王虎寨村、袁坚台村、西坚台村、铁刘庄村、张家庄村、西宋庄村、寻虎村、纸房村、王义寨村、东郗寨村、西郗寨村、北坚台村、田寨村、大寨村、前路寨村、后路寨村、杨家寨村、南原庄村、枣园村、辛庄村和董坚台村。